# Фаст Костянтин Вадимович
Костянтин Вадимович Фаст (рос. Константин Вадимович Фаст; 22 березня 1988, м. Челябінськ, СРСР) — казахський хокеїст, захисник. Виступає за «Аріада-Акпарс» (Волжськ) у Вищій хокейній лізі.
Вихованець хокейної школи «Трактор» (Челябінськ). Виступав за команди «Казахмис» (Сатпаєв), «Кристал» (Саратов), «Зауралля» (Курган).
У складі молодіжної збірної Казахстану учасник чемпіонатів світу 2007 (дивізіон I) і 2008. У складі юінорської збірної Казахстану учасник чемпіонату світу 2006 (дивізіон I).